# Les Trois Ténors

Les Trois Ténors est le nom donné 

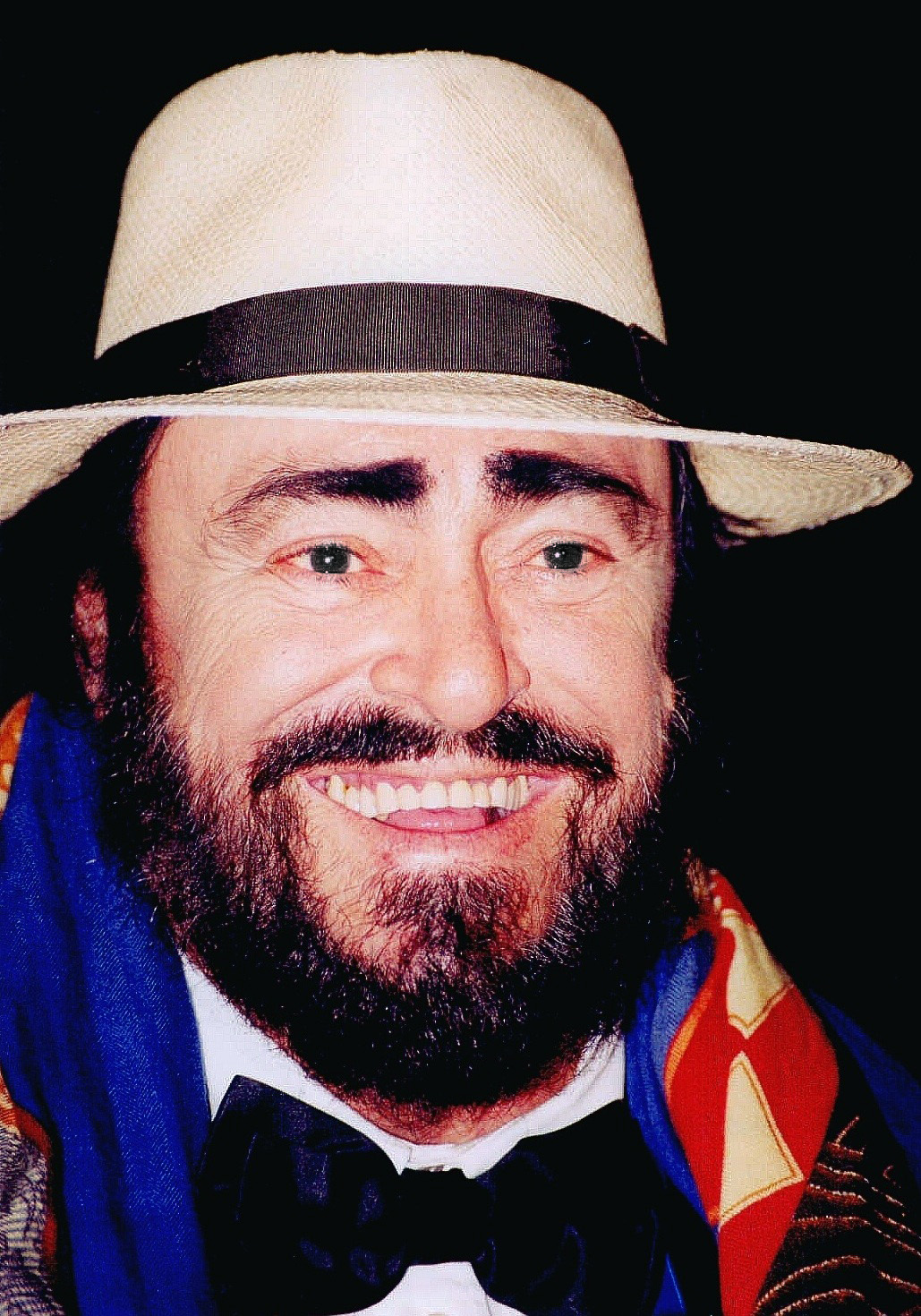
Depuis le Kennedy Center honors 2001 Washington D.C. Photographe : John Mathew Smith Copyright 2001

à une série de concerts réunissant les trois ténors Plácido Domingo, José Carreras et Luciano Pavarotti.
Le trio commença sa collaboration lors d’un concert donné aux Thermes de Caracalla, à Rome, la veille de la finale de la Coupe du monde de la FIFA organisée en Italie, le 7 juillet 1990. À cette occasion, le chef Zubin Mehta dirigeait l’orchestre du Mai musical florentin et l'orchestre de l'opéra de Rome. Ce premier concert fut donné pour récolter des fonds destinés à la fondation créée par José Carreras et était aussi un moyen pour Domingo et Pavarotti de souhaiter la bienvenue à leur collègue et ami de retour après un traitement réussi contre la leucémie.
Les trois artistes chantèrent ensemble notamment au Dodger Stadium à Los Angeles lors de la Coupe du monde de football 1994, au Champ de Mars près de la tour Eiffel à Paris lors de la Coupe du monde 1998 et à Yokohama lors de la Coupe du monde 2002. Ils se sont aussi produits dans d’autres villes du monde, généralement dans des stades.

## Discographie
- 1990 Les Trois Ténors - Decca n°430 433-1
- 1994 Les Trois Ténors - Concert 1994
- 1998 Les Trois Ténors à Paris
- 2000 Noël avec les trois ténors
- 2002 The best of 3 Tenors